# Con amigos como estos…
Con amigos como estos... es una película cómica del año 1998 escrita y dirigida por Philip Frank Messina y protagonizada por Adam Arkin y David Strathairn.

## Argumento
Cuatro actores amigos compiten entre sí para obtener el mismo papel en la nueva película de mafiosos de Martin Scorsese. Cada uno buscará la forma de hacer méritos para coneguir el papel, dejando que la competencia y la envidia se mezclen con la amistad.

## Reparto
- Adam Arkin como Steve Hersh.
- David Strathairn como Armand Minetti.
- Jon Tenney como Dorian Mastandrea.
- Robert Costanzo como Johnny DiMartino.
- Amy Madigan como Hannah DiMartino.
- Laura San Giacomo como Joanne Hersh.
- Elle Macpherson como Samantha Mastandrea.
- Lauren Tom como Yolanda Chin.
- Beverly D'Angelo como Theresa Carpenter.
- Ashley Peldon como Marissa DiMartino.
- Allison Bertolino como Dana Dimartino.
- Bill Murray como Maurice Melnick.
- Frederika Kesten como Catrice.
- Carmine Costanzo como Nino DiMartino.
- Heather Stephens como Babette.
- Andrew Shaifer como Trent Rabinowitz.
- Ebick Pizzadili como Janey Hirsch.
- Michael McKean como Dr. Maxwell Hersh.
- Armando Pucci como Dr. Puccini.
- Pearl Shear como Estelle Hirsch.
- Jon Polito como Rudy Ptak.
- Greg Grunberg como Asistente de Rudy - Sean Nusbalm.
- Martin Scorsese como Él mismo.
- Tracy Reiner como Asistente de Scorsese.
- Garry Marshall como Frank Minetti.

## Premios
| Año  | Ente                          | Premio                   | Resultado |
| ---- | ----------------------------- | ------------------------ | --------- |
| 1999 | San José Film Festival        | Favorito de la audiencia | Ganadora  |
| 1999 | Munich Film Festival          | Premio Grandes Eperanzas | Ganadora  |
| 1999 | Festival de la Comedia de USA | Mejor director           | Ganadora  |